# دماغه بوئور-خایا
دماغه بوئور-خایا (انگلیسی: Cape Buor-Khaya) یک دماغه در یاقوتستان کشور روسیه است.